# Регімін (гміна)
Гміна Регімін (пол. Gmina Regimin) — сільська гміна у центральній Польщі. Належить до Цехановського повіту Мазовецького воєводства.
Станом на 31 грудня 2022 у гміні проживало 4728 осіб.

## Площа
Згідно з даними за 2007 рік площа гміни становила 111.29 км², у тому числі:
- орні землі: 69.00%
- ліси: 20.00%

Таким чином, площа гміни становить 10.47% площі повіту.

## Населення
Станом на 31 грудня 2022:
| Опис     | Загалом | Загалом | Чоловіки | Чоловіки | Жінки | Жінки |
| -------- | ------- | ------- | -------- | -------- | ----- | ----- |
| одиниця  | осіб    | %       | осіб     | %        | осіб  | %     |
| все      | 4728    | 100     | 2403     | 50.8     | 2325  | 49.2  |
| міське   | 0       | 100     | 0        |          | 0     |       |
| сільське | 4728    | 100     | 2403     | 50.8     | 2325  | 49.2  |

## Сусідні гміни
Гміна Реґімін межує з такими гмінами: Грудуськ, Опіногура-Гурна, Ступськ, Стшегово, Цеханув, Черніце-Борове.